# Serebryanyje konki
Serebryanyje konki (russisk: Сере́бряные коньки́) er en russisk spillefilm fra 2020 af Mikhail Loksjin.

## Medvirkende
- Fjodor Fedotov som Matvej Poljakov
- Sofja Priss som Alisa Vjazemskaja
- Kirill Zajtsev som Arkadij Trubetskoj
- Jurij Borisov som Aleksej Tarasov
- Aleksej Guskov som Nikolaj Nikolaevitj Vjazemskij